# Heinrich Philipp August Damerow
Heinrich Philipp August Damerow (Stettino, 28 dicembre 1798 – Halle, 22 settembre 1866) è stato uno psichiatra tedesco.

## Biografia
Nel 1822 conseguì il dottorato di ricerca a Berlino, dove studiò Friedrich Hegel, Friedrich Schleiermacher e lo psichiatra Anton Ludwig Ernst Horn. Continuò la sua formazione a Parigi, dove studiò con Jean-Étienne Dominique Esquirol e presso l'asilo di Siegburg a nord di Bonn, luogo dove incontrò Carl Wigand Maximilian Jacobi. Nel 1830 diventò professore associato e nel 1836 fu nominato direttore del Provinzial-Irrenanstalt (asilo mentale distrettuale) presso Halle. Due dei suoi assistenti più noti all'asilo erano Rudolf Leubuscher (1822-1861) e Heinrich Laehr (1820-1905).
Damerow era uno degli psichiatri tedeschi più influenti durante la metà del XIX secolo. Con Carl Friedrich Flemming (1799-1880) e Christian Friedrich Wilhelm Roller (1802-1878), fu co-fondatore della rivista psichiatrica Allgemeine Zeitschrift für Psychiatrie.

## Opere principali
- Über die relative Verbindung der Irren-, Heil- und Pfleganstalten (Leipzig 1840).
- Zur Kretinen- und Idiotenfrage (Berlin 1858).
- Über die Grundlage der Mimik und Physiognomie, als freier Beitrag zur Anthropologie und Psychiatrie (Berlin 1860).